# Бюкк (горный массив)
Бюкк, горы Бюкк (венг. Bükk) — горный массив в Венгрии, находится на северо-востоке страны, часть Северовенгерских гор.
Большая часть массива входит в Национальный парк Бюкк. Самые высокие точки массива Бюкк — это горы Сильваши-Кё (960,7 м) и Ишталлош-Кё (958,1 м). На территории данного массива обнаружено 1115 пещер, некоторые из них являются популярными туристическими объектами. В пещере Шубалюк найдены скелетные останки неандертальцев. По пещере Селета получила название позднепалеолитическая селетская культура. Есть ряд горнолыжных трасс, оснащённых подъемниками.
Название Бюкк происходит от венгерского слова для бука, который в этом регионе очень распространён.